# Хроника господара Нобунаге
Хроника господара Нобунаге (јап. 信長公記, енгл. Shinchō Kōki) је најважнији примарни историјски извор о животу и раду Ода Нобунаге (1534-1582), првог ујединитеља Јапана у периоду Сенгоку. Хронику је око 1610. саставио Нобунагин некадашњи вазал Ота Гјуичи (1527-1613) на основу својих успомена и дневника које је водио док је био у Нобунагиној служби.

## Композиција дела
Хроника господара Нобунаге састоји се од 16 књига. Књиге од Прве до Петнаесте детаљно обрађују живот Ода Нобунаге у периоду од похода на Кјото 1568. до његове смрти у храму Хоноџи 1582, и то по једна књига за сваку годину (1568-1582). Ове књиге писане су методично и детаљно, са тачним датумима за сваки важнији догађај, и верује се да су биле засноване на дневницима које је писац хронике водио у време догађаја. Уз њих је очигледно накнадно придодата и шеснаеста, касније названа Уводна књига (сам писац назвао ју је Књига о томе шта се десило пре Нобунагиног похода на Кјото), која хронолошки претходи осталим књигама, али је очигледно написана по сећању, знатно касније. Уводна књига бави се периодом Нобунагиног живота пре похода на Кјото (1534-1567) и садржи драгоцене податке о његовом оцу и породици, о Нобунагиној младости и васпитању, као и о почецима његовог успона од незнатног провинцијског великаша до господара провинције Овари (1552-1560) и освајању провинције Мино (1561-1567). Хронологија је у овој књизи непрецизна и далеко мање поуздана (примера ради, чувена битка код Окехазаме (1560), темељ читаве Нобунагине каријере, смештена је у 1552. годину, ништа мање него 8 година раније него што се стварно догодила), а књига поред историјских догађаја обилује анегдотама. Па ипак, ова књига је најбољи извор за првих 15 година Нобунагине владавине као провинцијског великаша у успону, пре ступања на политичку сцену у престоници и довођења на власт шогуна Ашикага Јошиакија 1568.

## Ауторство
Писац Хронике господара Нобунаге био је Ота Изуми Гјуичи, познат и под именом Ота Матасуке Нобусада, Нобунагин бивши вазал и пратилац, и очевидац многих догађаја у каријери Ода Нобунаге, који је довршио своје дело око 1610.